# 顾念祖
顾念祖（1929年5月—2018年3月24日），江苏常州人，中华人民共和国政治人物。

## 生平
1949年2月参加革命工作并加入中国共产党，曾任上海市第十届人民代表大会常务委员会副主任、上海市高级人民法院院长和党组书记。2018年3月24日去世。
此外他也是《开棺谜案》一书的作者(由顾念祖口述、沈国凡采辑写)(ISBN 9787550703223)